# Mesochorus orbis
Mesochorus orbis là một loài tò vò trong họ Ichneumonidae.